# فليكس (مجلة)
فليكس هي مجلة أمريكية لكمال الأجسام تنشرها شركة أمريكان ميديا إنك (American Media، Inc). يقع مقر المجلة في مدينة نيويورك.

## التاريخ
تأسست المجلة في عام 1983 من قبل رجل الأعمال الكندي جو وييدر، يتم الآن نشر الإصدارات المحلية (بشكل أساسي محتوى الولايات المتحدة مع الإعلانات المحلية) في جميع أنحاء العالم، في دول مثل المملكة المتحدة وأستراليا. تم إصدار العدد الأول في أبريل 1983، وظهر كريس ديكرسون على الغلاف. تركز فليكس أكثر على «الفضائح» وكمال الأجسام للمحترفين ، على عكس المنشور المصاحب لها اللياقة والعضلات (مجلة)، والذي يركز بشكل أكبر على اللياقة البدنية.
في مارس 2018 تم الإعلان عن دمج مجلة فليكس مع مجلة اللياقة والعضلات لتصبح مجلة واحدة. تم دمج فليكس أيضًا مع موقع العضلات واللياقة البدنية. تم نشر آخر عدد مطبوع في مايو 2018.

## روابط خارجية
- Official website نسخة محفوظة 17 سبتمبر 2014 على موقع واي باك مشين.
- Official European subscription site